# تیوکسولون
تیوکسولون (به انگلیسی: Tioxolone) با فرمول شیمیایی C7H4O3S یک ترکیب شیمیایی با شناسه پاب‌کم 636822 است. که جرم مولی آن ۱۶۸٫۱۶۹۸۶ گرم بر مول می‌باشد. 